# Национално знаме на Гвинея-Бисау
Националното знаме на Гвинея-Бисау е одобрено през 1973 г., когато се обявява независимостта на страната от Португалия.
В знамето са използвани панафриканските цветове златно, червено и зелено, както и Черната звезда на Африка. Знамето е силно повлияно от националното знаме на Гана. Цветовете имат и подобни значения: червеното е изразител на кръвта на мъчениците, зеленото е изразител на горите, а златното е изразител на полезните изкопаеми на Гвинея-Бисау.